# Mon oncle Frank
Pour plus de détails, voir Fiche technique et Distribution.
Mon oncle Frank (Uncle Frank) est un film américain réalisé par Alan Ball et sorti en 2020 sur Prime Video.

## Synopsis
Beth, encore adolescente, quitte sa campagne natale pour aller étudier à l’Université de New York où enseigne son oncle Frank, un professeur de littérature. Elle découvre rapidement qu’il est homosexuel et qu’il partage sa vie depuis longtemps avec son compagnon Wally ; une relation qu’il a toujours gardé secrète. Mais le jour où Mac, le patriarche grincheux de la famille, décède subitement, Frank est contraint de retourner auprès des siens, accompagné de Beth et Wally, afin d’assister aux funérailles. Arrivée sur place, le patriarche de la famille fait une révélation sur Frank à l'aide de son testament.

## Fiche technique
- Titre : Mon oncle Frank
- Titre original : Uncle Frank
- Réalisation : Alan Ball
- Musique : Nathan Barr
- Pays :  États-Unis
- Langue : anglais
- Genre : comédie dramatique
- Durée : 95 minutes
- Date de sortie :
  - États-Unis : 25 janvier 2020 (Sundance Film Festival)

## Distribution
- Paul Bettany (VF : Christian Gonon) : Frank Bledsoe
- Cole Doman (VF : Benjamin Bollen) :  Frank Bledsoe jeune
- Sophia Lillis (VF : Ludivine Maffren) : Beth Bledsoe
- Peter Macdissi (VF : Laurent Maurel) : Walid « Wally » Nadeem
- Steve Zahn (VF : Jérôme Pauwels) : Mike Bledsoe
- Judy Greer (VF : Anne Massoteau) : Kitty Bledsoe
- Margo Martindale (VF : Coco Noël) : Mammaw Bledsoe
- Stephen Root (VF : Michel Papineschi) : Francis Mackenzie « Mac » Bledsoe, le patriarche
- Lois Smith (VF : Frédérique Cantrel) : Tante Butch
- Burgess Jenkins : Beau (le mari de Neva)
- Jane McNeill (VF : Pauline Brunel) : Neva
- Colton Ryan (VF : Gauthier Battoue) : Bruce
- Britt Rentschler : Charlotte
- Caity Brewer : Marsha
- Michael Perez (VF : Martin Faliu) : Sam Lassiter
- Zach Strum : Tee Dub
- Alan Campbell : Bernard
- Priscilla Smith : la patronne du 1er motel
- Voltaire Colin Council : le mécanicien (crédité Voltaire Council)
- Dave Hager : Le patron du 2ème motel
- Michael Harding (VF : Gérard Darier) : le prêtre
- Dave Blamy (VF : Bertrand Dingé) : le notaire

## Distinction
- Festival du cinéma américain de Deauville 2020 : Prix du public

## Autour du film
La maison des Bledsoe a été détruite pour les besoins du film Halloween Kills de David Gordon Green quelques semaines plus tard, un film dont Judy Greer fera également partie.